# Bowen Stassforth
Bowen Stassforth (n. 7 august 1926, Los Angeles, California, SUA – d. 22 noiembrie 2019, Rancho Palos Verdes⁠(d), California, SUA) a fost un înotător american, medaliat olimpic. A participat la o ediție a Jocurilor Olimpice (1952) în care a câștigat două medalii de argint.